# 용문역 (양평)
용문역(龍門驛, Yongmun station)은 경기도 양평군 용문면 다문리에 있는 중앙선의 철도역이자 수도권 전철 경의·중앙선의 전철역이다.
경의중앙선 열차의 대부분이 이 역에서 시종착하며 일부는 지평역까지 연장 운행된다. 수도권 전철 경의·중앙선은 이 역을 지나서 지평역, 용산역까지 지상 구간이다.

## 역명 유래
1914년 3월 1일 상서면과 하서면을 합면하여 지금의 용문면이라 불린 데서 유래하였다.

## 운행 정보
모든 무궁화호 열차와 수도권 전철 경의·중앙선의 모든 열차가 정차한다. 원래 용문역은 일부 ITX-새마을, 일부 무궁화호만 정차했으나 2021년 1월 5일에 중앙선 원주~제천 구간이 복선, 직선화되면서 ITX-새마을호는 운행을 중지하였고 무궁화호 모든 열차는 이 역에서 정차하게 되었다.

## 역사

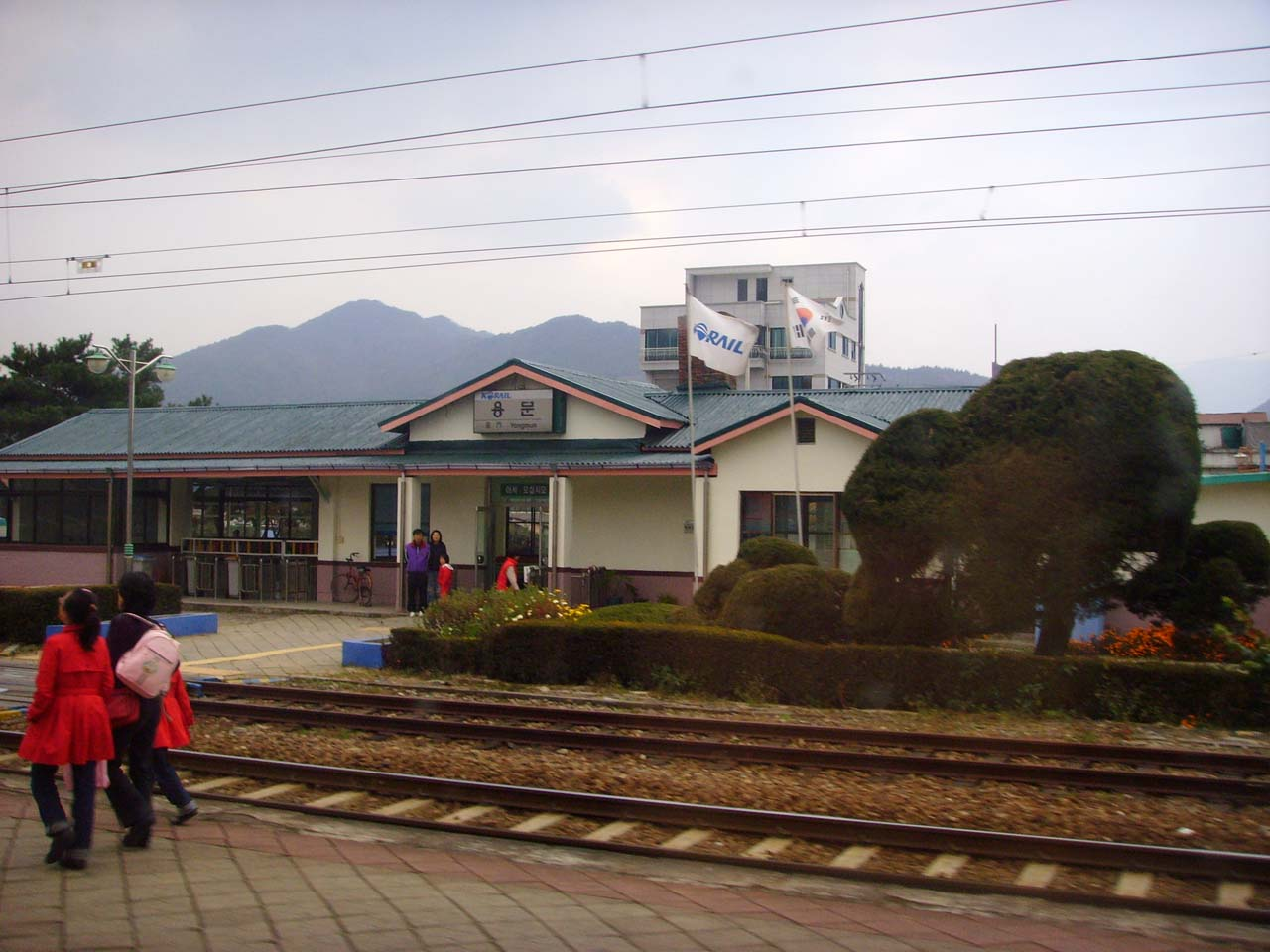
구 역사
(1957년 ~ 2009년)

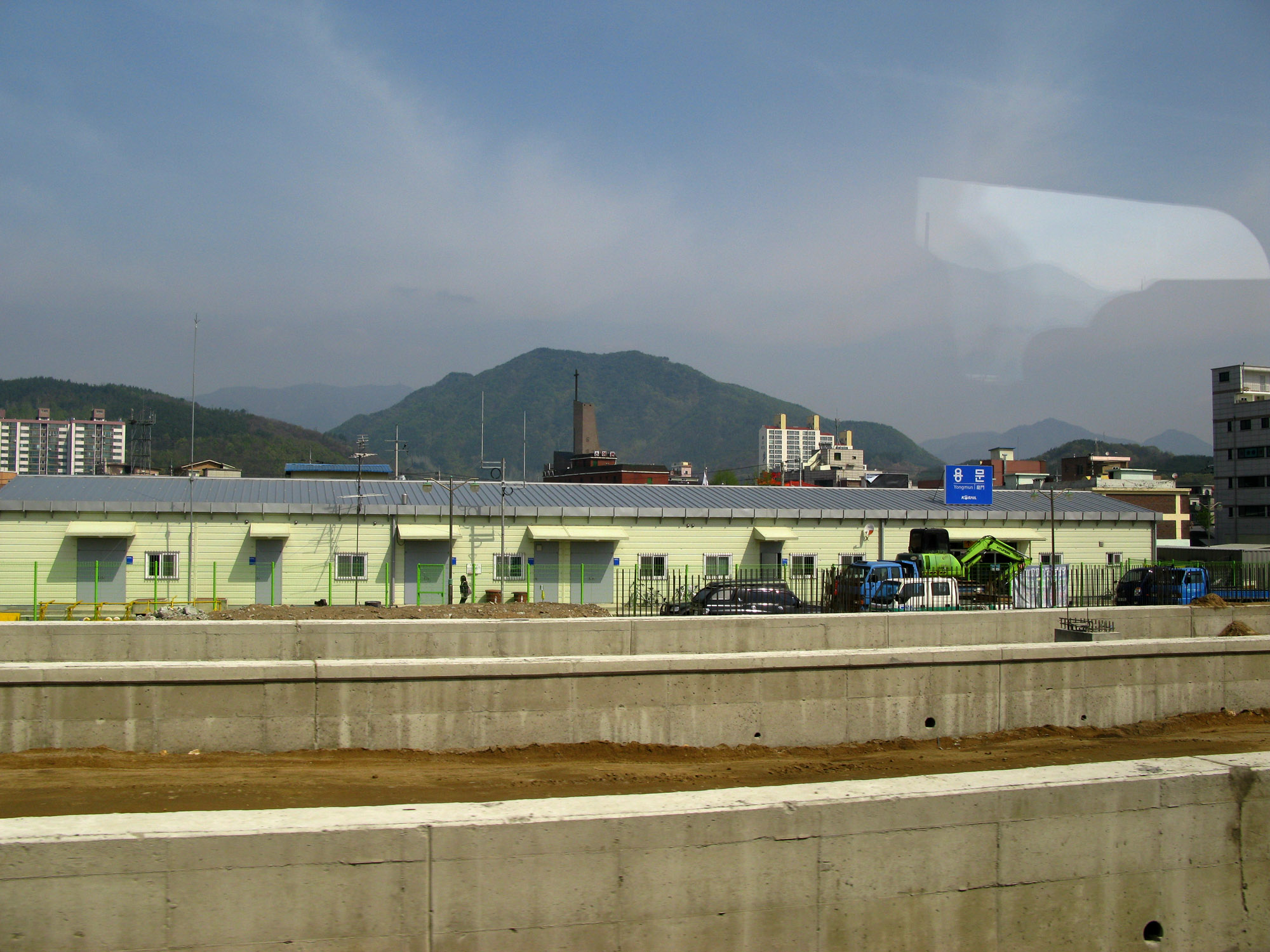
임시 역사 (2009년)

- 1941년 4월 1일 : 보통역으로 영업 개시[2]
- 1950년 6월 30일 : 한국 전쟁으로 역사 소실
- 1957년 6월 14일 : 역사 복구 준공
- 1992년 6월 10일 : 수소화물 취급 중지[3]
- 2007년 6월 1일 : 무궁화호 전 열차 정차
- 2009년 2월 4일 : 임시역사 이전
- 2009년 2월 12일 : 구 역사 철거
- 2009년 10월 31일 : 화물 취급 중지[4]
- 2009년 12월 23일 : 수도권 전철 중앙선 (국수~용문 간) 개통과 함께 전철역이 됨[5]
- 2012년 4월 3일 : 용문-용문기지 간 용문기지선 신설[6]
- 2017년 1월 21일 : 수도권 전철 경의·중앙선 (용문~지평 간) 연장 개통. 1일 8회 운행.
- 2018년 3월  23일 : ITX-새마을 운행 재개
- 2020년 3월 2일 : 태백선 청량리 ~강릉 무궁화호 종점이 동해역으로 단축운행 및 영동선 동해행 누리로로 대체정차 예정 3월 2일까지만 강릉행 무궁화호로 운행(3월 3일부터 누리로로 대체 운행)
- 2020년 3월 3일 : 영동선 누리로(청량리 ~ 동해)운행개시
- 2021년 1월 5일 : ITX-새마을 운행 중지
- 2022년 11월 5일 : ITX-새마을 운행 재개
- 2023년 9월 1일 : ITX-마음 운행 개시
- 2023년 12월 29일 : 태백선 ITX-마음 무정차 통과

## 역 구조
승강장은 4면 6선의 쌍상대식 승강장이나, 개찰구가 승강장 별로 분리되어 있어 승강장 사이를 개표하지 않고 건너갈 수 없다. 스크린도어가 설치되어 있다.

### 배선도
용문역과 용문차량사업소의 배선도는 다음과 같다.

### 승강장
| ↑원덕(경의·중앙선)/↑양평(중앙선) |
| ６５ \| ４ \| ３ \| ２１ \|      |
| 지평↓                            |

| 1・2 | 중앙선 | ● 수도권 전철 경의·중앙선        | 지평 방면 · 당역종착                         |
| 3    | 중앙선 | 무궁화호 · ITX-새마을 · ITX-마음 | 제천 · 부전 · 동해 방면                      |
| 4    | 중앙선 | 무궁화호 · ITX-새마을 · ITX-마음 | 양평 · 덕소 · 청량리 방면                    |
| 5・6 | 중앙선 | ● 수도권 전철 경의·중앙선        | 양평 · 덕소 · 도농 · 구리 · 회기 · 문산 방면 |

## 이용객 변동
2009년 자료는 개통일인 2009년 12월 23일부터 12월 31일까지인 9일 기준으로 환산한 것이다.
| 노선        | 노선 | 일평균 인원수 (명/일) | 일평균 인원수 (명/일) | 일평균 인원수 (명/일) | 일평균 인원수 (명/일) | 일평균 인원수 (명/일) | 일평균 인원수 (명/일) | 일평균 인원수 (명/일) | 일평균 인원수 (명/일) | 일평균 인원수 (명/일) | 일평균 인원수 (명/일) | 각주  |
| 노선        | 노선 | 2005년                | 2006년                | 2007년                | 2008년                | 2009년                | 2010년                | 2011년                | 2012년                | 2013년                | 2014년                | 각주  |
| ----------- | ---- | --------------------- | --------------------- | --------------------- | --------------------- | --------------------- | --------------------- | --------------------- | --------------------- | --------------------- | --------------------- | ----- |
| 경의·중앙선 | 승차 | 미개통                | 미개통                | 미개통                | 미개통                | 3,049                 | 2,870                 | 2,905                 | 3,110                 | 3,280                 | 3,342                 | [ 7 ] |
| 경의·중앙선 | 하차 | 미개통                | 미개통                | 미개통                | 미개통                | 3,030                 | 2,885                 | 2,916                 | 3,109                 | 3,267                 | 3,353                 | [ 7 ] |
| 노선        | 노선 | 2015년                | 2016년                | 2017년                | 2018년                | 2019년                | 2020년                | 2021년                | 2022년                | 2023년                |                       | [ 7 ] |
| 경의·중앙선 | 승차 | 3,380                 | 3,412                 | 3,335                 | 3,059                 | 2,848                 | 1,801                 | 2,011                 | 2,196                 | 2,282                 |                       | [ 7 ] |
| 경의·중앙선 | 하차 | 3,408                 | 3,417                 | 3,339                 | 3,094                 | 2,890                 | 1,845                 | 2,029                 | 2,231                 | 2,308                 |                       | [ 7 ] |

## 역 주변
- 용문면 주민자치센터
- 용문버스터미널
- 다문초등학교
- 용문도서관
- 용문우체국
- 용문양묘사업소
- 용문체육공원
- 용문생활체육공원 축구장
- 용문하수종말처리장

## 인접한 역
| ITX-새마을                    | ITX-새마을                                               | ITX-새마을     |
| ----------------------------- | -------------------------------------------------------- | -------------- |
| 양평 청량리 방면              | ITX-새마을 중앙선                                        | 지평 부전 방면 |
| ITX-마음                      |                                                          |                |
| 양평 청량리 방면              | ITX-마음 중앙선                                          | 양동 부전 방면 |
| 무궁화호                      |                                                          |                |
| 양평 청량리 방면              | 무궁화 태백선                                            | 지평 동해 방면 |
| 광역전철 (수도권 전철 중앙선) |                                                          |                |
| K136 원덕 문산 방면           | ● 수도권 전철 경의·중앙선 본선 완행 (대부분 열차 시종착) | K138 지평 방면 |
| K136 원덕 문산 방면           | ● 수도권 전철 경의·중앙선 경의선 본선 급행               | 시·종착역      |
| K135 양평 문산 방면           | ● 수도권 전철 경의·중앙선 중앙선 급행                    | 시·종착역      |